# Cercle des Sports d'Hiver de Bruxelles
Cercle des Sports d'Hiver de Bruxelles was een Belgische ijshockeyclub uit Brussel.

## Geschiedenis
De club werd in 1934 opgericht en won tweemaal de landstitel.

## Palmares
- Landskampioen:[2] 1937 en 1939